# A Fenyő
A Fenyő Fenyő Miklós második önálló, a rock and roll stílushoz és korszakhoz köthető szólóalbuma. Az előző, Miki című album 1983-ban, még a Hungária együttes felbomlásának idején készült, így ez az album a Hungária, a break, majd a Modern Hungária korszak utáni első Fenyő Miklós szólóalbum. Az album első dalának szövege is utalás egy hosszabb idő utáni visszatérésre.
A rock and roll korszak és a hatvanas évek világának hangulatát hangulatát őrző, különféle stílusú, de mindig a korszakhoz köthető dalokat tartalmazó nosztalgikus album nagy sikert aratott, a Napfény a jégen Fenyő Miklós egyik legsikeresebb dala lett. Az album összes dalának zenéjét és szövegét Fenyő Miklós szerezte és írta. A Szívből igazán a Beatles-korszakot idézi, az album érdekessége a Rock and Roll Party hangszerek nélküli, a hangszereket szájjal utánzó változata.

## Dalok
- Egy szó, mint száz
- Napfény a jégen
- Csitt csak egy csók
- Csak egy kis emlék
- Lesz még limbó
- Fiatal a nyár
- Örökzöld álom
- Fifty-fifty
- Éjféli lány
- Szívből igazán
- Rock and Roll Party (száj-mix)

## Közreműködők
- Fenyő Miklós: ének, zongora, orgona, harmonika, zenei rendező
- Fekete Gyula (Szaxi Maxi): szaxofon
- Tóth Edina (Dunci): vokál
- Czerovszky Henriett (Cerka): vokál
- Harsányi Zsolt (Kicsi): gitár
- Tőzsér Attila (Yelloah): komputerprogramok, zenei rendező és hangmérnök
- Nagy Zoltán: album borító